# Patraszi Marietta
Patraszi Marietta (vagy Mária) (Patrasz, 1420 körül – Padova, 1503. április 12.), görögül: Μαριέττα της Πάτρας, franciául: Mariette de Patras, görög úrnő, II. János ciprusi király ágyasa és II. Jakab ciprusi király édesanyja.

## Élete
A peloponnészoszi Patrasz városából származott. Ciprusra 1438 előtt menekültként érkezett a terjeszkedő oszmán uralom elől, és II. János ciprusi király ágyasa lett. Kapcsolatukból egy fiú, Jakab született. Mivel házasságon kívül született, így kevés esélye volt a trón betöltésére, ezért apja kinevezte Nicosia érsekévé 14 éves fiát 1452-ben, amit a pápa nem volt hajlandó megerősíteni.
A király második felesége, Palaiologosz Ilona ciprusi királyné féltékenyen nézte férjének gondoskodását a házasságon kívüli fia iránt, és ezért a fiú anyján állt kegyetlen bosszút úgy, hogy a szépséges Patraszi Mariettának levágatta az orrát.
Jakab pedig erre a királynénak úgy vágott vissza, hogy megölte a királyné dajkájának a fiát, akit húga, Sarolta hercegnő férjének, János portugál hercegnek a megmérgezésével vádoltak, amiért Jakabnak Rodoszra kellett menekülnie 1457-ben. Természetesen, az apja megbocsátott neki, és hazatérhetett 1458-ban. Ez év áprilisában meghalt Ilona királyné, mellyel Jakabot gyanúsították, majd apja, II. János király is elhunyt 1458. júliusában.
Miután Jakab egyiptomi segítséggel elűzte féltestvérét Saroltát, ő lett Ciprus királya. Nem feledkezett meg édesanyjáról sem, hiszen 1468-ban Mariettának adományozta Pano Kivides, Lysos, Peristerona és Pelathousa falvakat.
Jakab bélpanaszokkal esett ágynak 1473 nyarán, és 1473. július 10-én halt meg Famagustában. Halálát velencei méregnek tudták be egyesek, de nem bizonyított az idegenkezűség a király halálában. Végrendeletében születendő gyermekét jelölte ki utódjául, de az ő halála esetén a házasságon kívül született fiait jelölte meg örököseinek. Halála után természetesen a velenceiek figyelmen kívül hagyták a természetes gyermekeire vonatkozó kitételt, és nagyanyjukkal, az elhunyt király anyjával, Patraszi Mariettával rögtön Velencébe szállították őket, ahol őrizet alatt tartották mindannyiukat, de jól, előkelő személyekhez méltóan bántak velük.
Marietta 1503. április 12-én halt meg Padovában, és ugyanott a Szent Ágoston templomban temették el.

## Gyermeke
- II. János (1418–1458) ciprusi király ágyasaként, 1 fiú:
  - Jakab (1438–1473), II. Jakab néven elbitorolta a ciprusi trónt húgától, Saroltától (1461–1473), felesége Cornaro Katalin (1454–1510) velencei patriciuslány, aki a fia halála után I. Katalin néven ciprusi királynő (1474–1489) lett, 1 utószülött fiú, ágyasától, N. de Flatre/Flètre úrnőtől, négy további gyermek:
    - (Házasságából): III. Jakab (1473. augusztus 28. – 1474. augusztus 26.) ciprusi király a születésétől a haláláig
    - (Ágyasától, N. de Flatre/Flètre úrnőtől): Sarolta (1453/55–1468/69), férje Sor de Naves, szicíliai úr, Ciprus hadsereg-főparancsnoka, a ciprusi Lefkara ura, gyermekei nem születtek
    - (Ágyasától, N. de Flatre/Flètre úrnőtől): Karola (Sarolta) (1468–1480) trónkövetelő, férje v. jegyese Aragóniai Alfonz (1460–1510) ciprusi királyi herceg, I. Ferdinánd nápolyi király természetes fia, Aragóniai Beatrix magyar királyné féltestvére és I. Sarolta ciprusi királynő örökbe fogadott fia
    - (Ágyasától, N. de Flatre/Flètre úrnőtől): Jenő (Janus) (1468/69–1536), trónkövetelő, felesége N. N., 1 fiú
    - (Ágyasától, N. de Flatre/Flètre úrnőtől): Janus (János) (1469/70–1552), trónkövetelő, 1. felesége N. de Toro, 2. felesége Virginia Kosača, Szent Száva hercegnője, 3 gyermek az 1. házasságából